# 沙留站

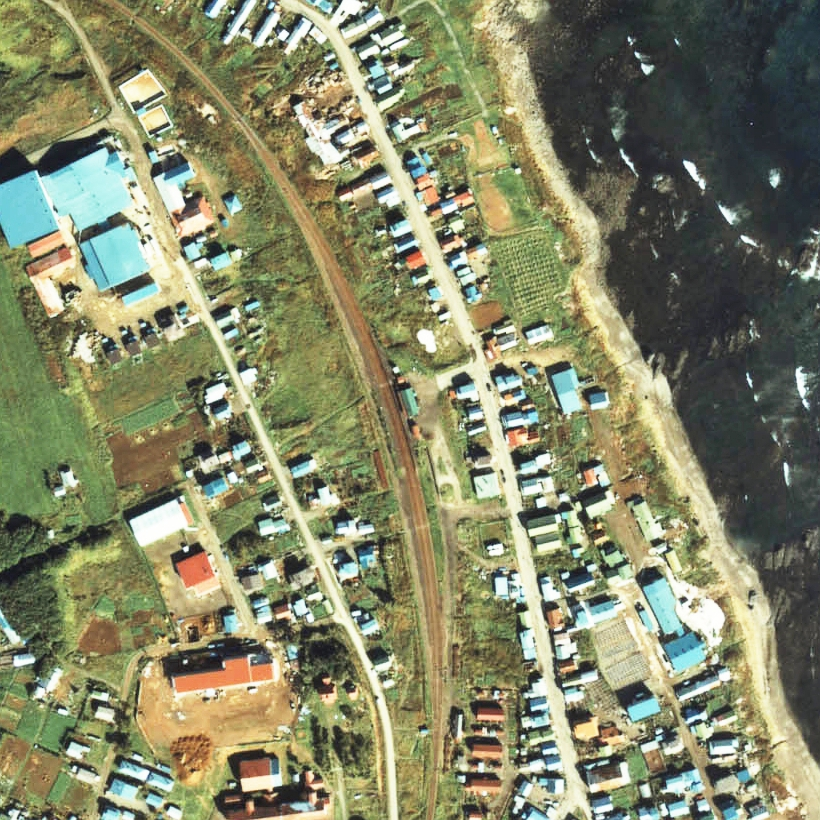
1978年的沙留站與方圓約500米範圍。下方是紋別方向。月台是建在彎位上，當時設有2面2線的相對式月台。車站大樓旁邊設有貨物月台和引込線。車站後方設有貨物用的副本線。曾經設有堆場，在露天擺放了貨物。圖中可看見堆場已經很久沒有使用。後來貨物線更被撤走。

沙留站（日语：／ Saruru eki */?）是位於北海道紋別郡興部町字沙留北濱町，北海道旅客鐵道（JR北海道）的名寄本線車站（廢站）。隨著名寄本線廢線，車站在1989年（平成元年）5月1日廢除。

## 歷史
- 1921年（大正10年）3月25日 - 鐵道省名寄東線中湧別至興部之間開通，此站啟用。當時為一般車站。
- 1923年（大正12年）11月5日 - 路線名稱改為名寄本線。
- 1949年（昭和24年）6月1日 - 日本國有鐵道成立，成為日本國有鐵道車站。
- 1978年（昭和53年）12月1日 - 結束處理貨物止。
- 1984年（昭和59年）2月1日 - 結束處理行李。
- 1987年（昭和62年）4月1日 - 伴隨國鐵分割民營化，車站由北海道旅客鐵道（JR北海道）營運。
- 1989年（平成元年）5月1日 - 名寄本線全線廢除，此站也廢除。

## 車站構造
截至車站廢除前，車站是一座地面車站，設有2面2線的相對式月台。當時可進行列車交會。車站大樓一方月台中央部分和對面月台中央部分之間設有站內平交道連接。車站大樓一方（東邊）月台是下行線，對面月台是上行線。在下行線靠近遠輕一方設有路軌分支，連接車站大樓南邊的貨物月台（缺角式月台）和一條貨物側線。
此站是職員配置站，車站大樓位於站內東邊，鄰接下行月台中央部分。大樓是木製車站大樓。

## 站名的由來
車站名稱取自所在地名。地名源自阿伊努語的「サル・オロ」，其意思是有很多蘆葦的原野，後來演變為「サロロ」。

## 使用狀況
- 1981年度（昭和56年度），1日上下車人次為115人[2]。

## 車站周邊
- 國道238號（日语：国道238号）（鄂霍次克國道）[3]
- 北海道道492號沙留停車場線（日语：北海道道492号沙留停車場線）
- 沙留郵局
- 興部町立沙留中學
- 興部町立沙留小學
- 沙留海灘
- 沙留岬[3]
- 沙留川[3]
- 姆沙裡沼 - 車站東南方約4.8公里[2]。
- 北紋巴士（日语：北紋バス）「沙留」巴士站

## 現況
截至2001年（平成13年），月台還存在，舊站遺址建設了町營住宅。截至2011年（平成23年），所有鐵路相關的設施已經不存在，町營住宅部分地方建設了「潮騒公園」。部分路軌遺址建設了道路。

## 相鄰車站
北海道旅客鐵道（JR北海道）
名寄本線
豐野－沙留－富丘

## 注腳
1. ↑  1948年撮影航空写真（日語）（國土地理院 地圖、航空相片參閲服務）
2. 1 2 3 4 5 6 7  宮脇俊三 (编). . 原田勝正. 小學館. 1983-7: 210. ISBN 978-4093951012 （日语）.
3. 1 2 3  . 地勢堂. 1980-3: 18 （日语）.
4. 1 2  宮脇俊三 (编). . JTB Can Books. JTB出版. 2001-7: 34. ISBN 978-4533039072 （日语）.
5. 1 2  本久公洋. . 北海道新聞社. 2011-9: 120. ISBN 978-4894536128 （日语）.